# Водяна Поліна Михайлівна
Водяна Поліна Михайлівна (нар. 8 серпня 1947) — український літературознавець, історик Миколаївського краю; викладач, старший викладач кафедри української літератури МФ КДІ ім. О. Є. Корнійчука (1978-1988 рік) та МДПІ-МДУ-МНУ (1988—2015 рік); доцент кафедри української літератури  і методики навчання МНУ (2015 рік); відмінник освіти України (2002 рік); голова профспілки філологічного факультету (1997-2007).

## Біографія

### Дитячі роки
Поліна Михайлівна Водяна народилася 8 серпня 1947 року на хуторі Дубовиця Коропецького р-ну (тепер Монастириський) Тернопільської області.
Поліна Водяна
Її матір, Онущак Наталію Іванівну,, з трьома дітьми було переселено у с. Іванівку теперішнього Веселинівського р-ну Миколаївської області. Родина Поліни Водяної з лемків.
Поліна Водяна
У шість років вона пішла на навчання у Кір’яківську школу-інтернат на повне державне забезпечення як сирота.  Мати її однокласниці, Ганна Громова, приймала Поліну на вихідні.
Поліна Водяна закінчила одинадцятий клас у школі -  інтернаті  № 5 м. Миколаєва.
На тепло і ласку щедра була і родина зі Львова. Мамині сестра та брат Стефанія Іванівна та Іван Іванович. До сьогодні Поліна Михайлівна Водяна згадує дні канікул, проведених у них. Любов до літератури виявила в Поліні Водяній і вплинула на її долю в 11 класі вчитель української літератури Моцар Катерина Павлівна. Вчитель із великої' букви: розумна, щира, добра і вимоглива. Яка з математика, юриста перетворила дівчинку на літератора.

### Студентські роки
Рік роботи після закінчення 11 класу вихователем д/с №81 дали змогу краще підготуватися до вступу у вуз. На курси П. М. Водяна ходила без пропусків. Це допомогло вступити до педінституту при конкурсі 13 чоловік на місце. Це був дуже складний для неї час - 4 роки. Але саме він дав повністю зрозуміти, що Поліна Водяна зможе досягти того, про що мріяла, повірити в себе. «Життєвим кредо і сьогодні є життєва необхідність прийти безоглядно на допомогу тим, хто її потребує, кому я хоч трохи здатна допомогти чи словом, чи ділом. Хоч інколи за це чомусь життя і жорстоко наказує. На щастя, це не було для мене наукою. Я і зараз молю мою душу не зачерствіти, бо все життя мені люди допомагали і тільки тому я вижила.» - роздумує літературознавець П. М. Водяна. 
Найболючішим спогадом є причина переходу з інституту культури в педінститут. Була переконана у своїй правоті - стала на захист студентів і української мови - довелося піти з роботи. Правда, Бог зберіг і тут. 1 жовтня Поліна Михайлівна Водяна пішла з роботи і цього ж дня була запрошена на кафедру української літератури МДПУ О.С. Кухар-Онишком. Пропозицію принесла колега I. Ю. Береза. Про групу, в якій навчалася, найкращі спогади. " Мені дуже пощастило. Найкращі люди були в моїй групі. Ми і сьогодні спілкуємося. Досить сказати, що через кожні 5 років ми зустрічаємося. Я щиро вдячна долі‚ що дала мені таких друзів як Люся Сіренко (Старовойт), Неллі Бабенко (Соловйова), Женя Суслова (Осика), і Валерій Старовойт. Вони були моєю домівкою. Я думаю, що цим сказано все.» - зізнається Поліна Водяна. У вересні 2015 року відбулася чергова зустріч (через 45 років) випускників Філологічного факультету (укр. відділення) 1970.

## Педагогічна діяльність
1970 рік - рік входження у вчительський колектив. Обласна заочна середня школа, 50 вчителів. Це була справжня школа життя. Колектив талановитих, досвідчених учителів. Молодих - мало. Це покладало велику відповідальність і допомогло швидко стати на ноги. Ніколи не щезнуть із пам'яті Поліни Михайлівни Водяної імена тих людей, хто робив добро не для подяки: Галина Олександрівна Гулакова, директор школи, перед тим зав. міськвно, Леонід Михайлович Берестенько, парторг школи, допомогли їй за 24 дні (з дня подачі заяви) отримати квартиру у місті. Вона мала на це законне право як сирота (протягом 2-х, р. після навчання). Але про це і не здогадувалася.
П. М. Водяна згадує: «Сім щасливих років з українською мовою та літературою з однієї сторони і з учнями різного віку, яким ти можеш і повинен щось сказати через мистецтво слова. I я намагалась сказати головне.» 
Перехід на роботу, кафедру загальнонаукових дисциплін філіалу Київського інституту культури, приніс П. М. Водяній нові знайомства, нові хвилюючі зустрічі із талановитими студентами. Творчою вдачею стало стажування у Києві у проф. Килимника Олега Володимировича. Це зустріч із живою історіею літератури. «У жодних підручниках я не могла знайти те, що взяла із його лекцій та інших професорів, із спілкування з ними. А які прекрасні творчі вечори, тижневий відпочинок – підготовка зі своею групою до випускного (вступного) екзамену. Після підготовчого відділення інституту у Коблеві, в наметах на березі моря!» - не забуде Поліна Водяна.
За 12 років роботи дуже багато різних ситуацій – інколи трагічних, але переважна більшість щасливих. «Взагалі мені щастило майже все життя на хороших, справжніх, великих людей. Хоч що таке зло, зрозуміла теж у певній мірі. Але це тільки штрих.» (П. Водяна) 

## Нагороди
- « Відмінник освіти України» (2002)
- Грамота ЦК профспілки України (2008)

## Наукові статті й дослідження
- Естетика неореалізму в драмах В.Винниченка.Матеріали  міжнародної науково практичної конференції «Регіональна культура в умовах глобалізації» . Збірник  наукових праць .- Випуск ІІ. м.Миколаїв.-2010.-С.171-173.
- «Тіні забутих предків» М.Коцюбинського та  С. Параджанова. Художня література і кінематограф: проблеми інтерактивності»  Випуск 110.Серія: Філологічні науки  (літературознавство)Кіровоград-2012
- «Екологія душі» в романі І. Григурка « Червона риба». Науковий вісник. Філологічні науки. Зб. наукових праць. Миколаїв. МДУ  2012
- Характер героя молодіжної прози 1970-х років (на матеріалі роману «Канал» І. Григурка).Українознавчий альманах.Випуск  9.-Київ, Мелітополь,2012. – 380 с.
- Релігійно-духовні мотиви у творчості Ліни Костенко.Науковий вісник Миколаївського державного університету імені В.О. Сухомлинського: збірник наукових праць / За ред. В.Д. Будака, М.І. Майстренко. – Випуск 4.10. – Миколаїв: МНУ імені В.О. Сухомлинського, 2012. – (Серія «Філологічні науки»). – С. 50-54.
- Дитячий світ у творах Віри Марущак. Науковий вісник Миколаївського державного університету імені В. О. Сухомлинського: збірник наукових праць. – Випуск 1.39. – Миколаїв: МНУ імені В. О. Сухомлинського, 2012. – 60-63 с.
- Своєрідність строфіки поезії І. Франка.  Науковий вісник ( Філологічні науки) Миколаїв – 2013.
- Поетика. Антологія літературної творчості молодих літераторів 241 гр. – Миколаїв: ФОП Швець В. Д., 2013. – 148 с.
- Роман І. Григурка «Червона риба»: специфіка характеротворення // Науковий вісник Миколаївського державного університету. Філологічні науки. Зб. наук. пр. – Миколаїв: МНУ, 2014. – Вип. 4.14. – С. 46–49.
- Л.В. Старовойт – // Шевченківський енциклопедичний словник Миколаївщини / за ред. І.Б. Марцинківського та ін. – Миколаїв: НУК, 2014. – С. 448.
- Живлюща сила ємигії : літературна антологія Миколаївщини / гол. ред. В. І. Шуляр; укл. І. Ю. Береза, П. М. Водяна, В. І. Марущак та ін. – Миколаїв : Іліон, 2015. – 412 с.